# Adalbert Heil

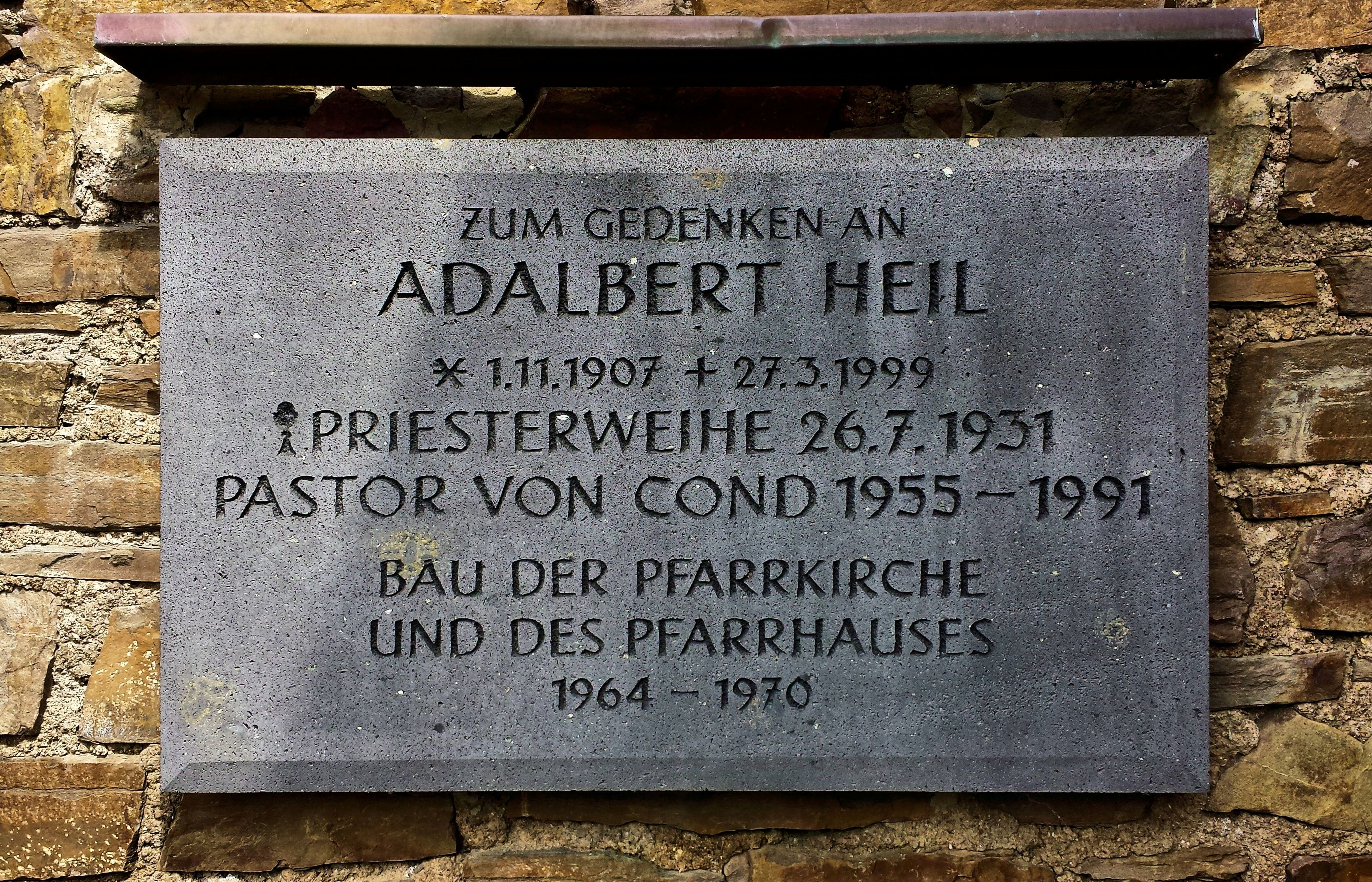
Gedenktafel für Pastor Adalbert Heil

Adalbert Heil (* 1. November 1907 in Recklinghausen; † 27. März 1999 in Andernach) war ein deutscher katholischer Geistlicher.

## Leben und Karriere
Adalbert Heil war das erste von insgesamt acht Kindern, seine Eltern waren der Regierungsbaumeister Peter und Maria Heil (geb. Grüter). Seine Kindheit verbrachte er noch in Gelsenkirchen-Buer und in Recklinghausen. Nach Umzügen der Familie besuchte er als Jugendlicher Gymnasien in Altona und dann in Andernach, wo er 1926 am Stiftsgymnasium (heute Kurfürst-Salentin-Gymnasium) das Abitur ablegte. In Trier studierte er im Anschluss Philosophie und Theologie. Seine Priesterweihe erhielt er am 26. Juli 1931 in der hohen Domkirche zu Trier. Von 1932 bis 1937 wirkte er als Kaplan in Völklingen, Waldbreitbach, Münstermaifeld sowie in Bad Salzig. Vom März 1938 bis zum Juni 1943 übernahm er als Pfarrer den „Katholischen Seelsorgedienst für die Wanderkirche“ des Bistums Berlin am Standort Lindow (Mark). Schon einen Monat später im April 1938, ernannte ihn das Bistum Berlin zum „Landesseelsorger“. 

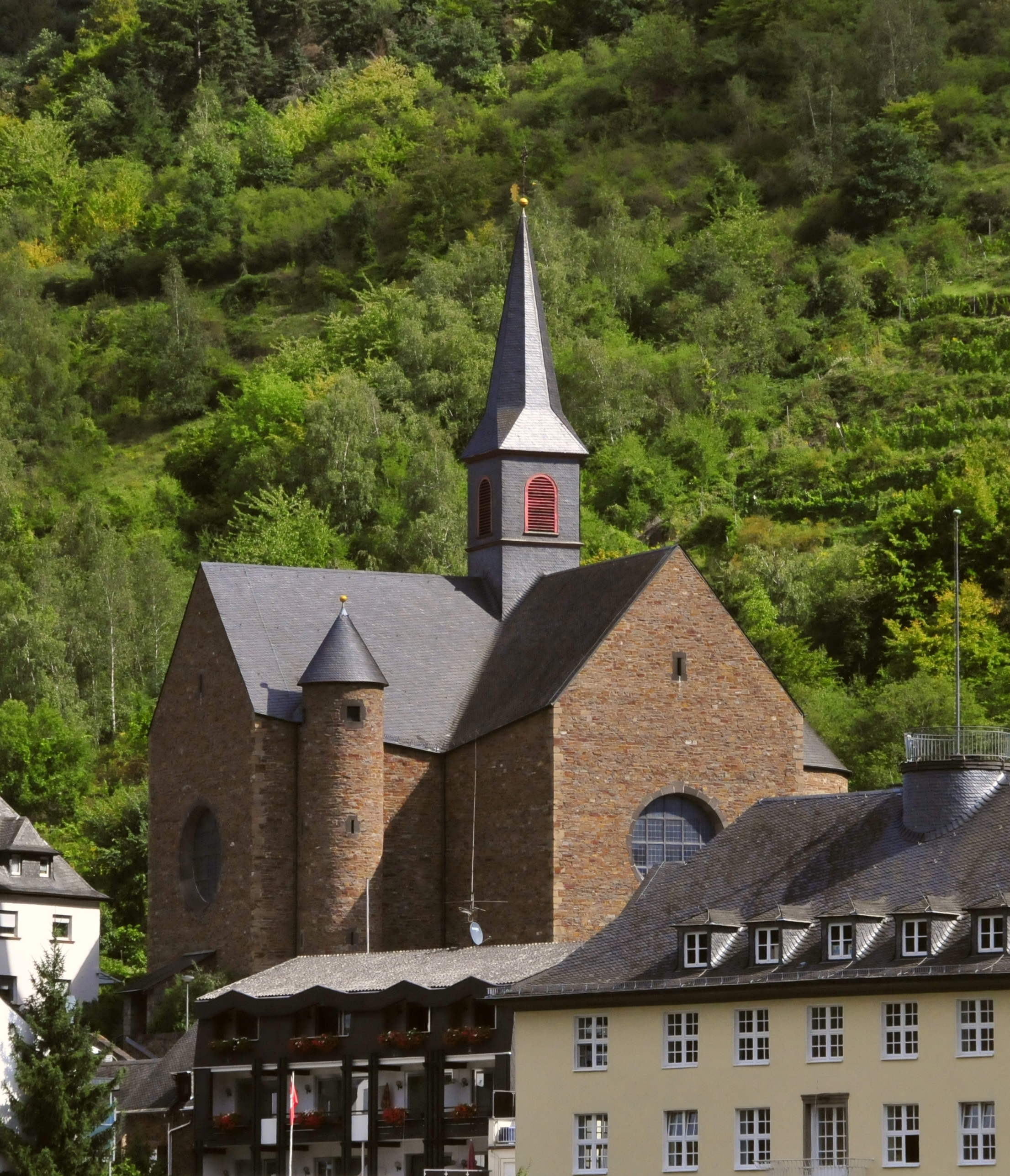
Remaclus-Kirche Cochem

Nach Königsfeld in der Eifel brachte ihn im Jahre 1943 eine freigewordene Pfarrstelle, die er über 11 Jahre innehatte, bevor er einem weiteren Ruf nach Cochem-Cond im März 1955 folgte. Die neue Pfarrstelle beinhaltete die Pfarrverwaltungen von St. Remaclus in Cond und St. Martin im nahe gelegenen Moselort Valwig und der dazugehörigen Kapelle „Unserer lieben Frau vom Berge“ auf dem Valwigerberg.
Im Mai desselben Jahres besuchte Weihbischof Stein anlässlich der Firmung die Gemeinde Cond. Angesprochen auf das Thema eines möglichen Kirchenneubaus – die alte Kirche St. Remaclus war inzwischen zu klein für die wachsende Gemeinde geworden – teilte ihm Bischof Stein mit, dass er ihn mit den notwendigen Planungsaufgaben betrauen würde. Nachdem Pfarrer Heil ein passendes Grundstück in Cond in der Nähe des Brückenkopfes gefunden hatte, begann man im November 1964 mit dem Neubau der St. Remacluskirche, einer Sakristei und des dazugehörigen Pfarrhauses. 1965 erfolgte die Grundsteinlegung und am 12. Mai 1968 wurde die neue Kirche durch Bischof Stein geweiht. Neben seiner Tätigkeit in der eigenen Pfarrstelle betreute er auch vertretungsweise die Pfarreien St. Martin in Cochem und St. Maximinus in Klotten. Im Alter von 84 Jahren und einem insgesamt 60-jährigen Dienst als Pfarrer wurde er im Jahre 1991 in den Ruhestand versetzt. Die höchste städtische Auszeichnung, den Cochemer Wappenteller, verlieh man ihm auf der Burg Cochem im Rahmen einer Festveranstaltung am 28. August 1991. Neben seinem bemerkenswerten Einsatz beim Neubau der Kirche in Cond würdigte Bürgermeister Hoffmann im Besonderen sein Wirken in der Kirchengemeinde sowie in der zivilen Bevölkerung. Seinen Ruhestand verbrachte Heil bei der Familie seiner Schwester in Andernach, wo er im Alter von 91 Jahren verstarb und dort auch seine letzte Ruhestätte fand.

## Auszeichnungen
- 1991: Verleihung des Cochemer Wappentellers